# Идрица (станция)
И́дрица — промежуточная железнодорожная станция 5-го класса Санкт-Петербург-Витебского региона Октябрьской железной дороги. Расположена в посёлке Идрица Себежского района Псковской области на 589-м километре железнодорожной линии Москва — Рига. Открыта в августе 1899 года на начальном этапе строительства Московско-Виндавской железной дороги. До 1943 года станция являлась узловой, существовала Псково-Полоцкая железная дорога, уничтоженная во время Великой Отечественной войны.

## История

### Довоенное время
" Имею честь донести, что, осмотрев участок Себеж — Пустошка Московско-Виндавской линии протяжением 55 верст, мною разрешено открыть 9 сентября временное пассажирское и грузовое движение. "— Из телеграммы инспектора технического отдела Управления по сооружению дорог А. Струве министру путей сообщения в 1900 году.
История станции тесно связана с историей самого посёлка. В 1904 году с открытием регулярного движения по линии Москва — Виндава было организовано пассажирское движение дальнего следования по станции Идрица в одноимённом посёлке Себежского уезда Витебской губернии.
В 1916—1917 годах «Обществом Московско-Виндаво-Рыбинской железной дороги» была сооружена Псково-Полоцкая железная дорога, как часть рокадной железной дороги для нужд Северного фронта в условиях Первой Мировой войны. Станция Идрица получила статус узловой, что способствовало росту населения и пассажиропотока станции.
После распада Российской Империи все акционерные общества были ликвидированы в пользу государства. Имущество Московско-Виндаво-Рыбинской железной дороги было передано новообразованным железным дорогам НКПС, в том числе Московско-Балтийской, вместе со станцией Идрица.
В 1922 году были расформированы Управления Александровской и Московско-Балтийской железных дорог и создана Московско-Белорусско-Балтийская железная дорога, в которую и вошла станция Идрица.
24 марта 1924 года Витебская губерния была упразднена. Большая часть её территории осталась в составе Белорусской ССР (или по другим данным, была передана в её состав из состава РСФСР), а Велижский, Невельский и Себежский уезды — к Псковской губернии РСФСР.
В 1929 году Северо-Западные железные дороги были объединены с Октябрьской железной дорогой, что касается линии на Псков (исключая саму станцию Идрица).
С 1 июля 1936 года станция передаётся из управления Московско-Белорусско-Балтийской железной дороги в состав Калининской железной дороги.
С 1940 года участок Псков — Идрица в составе Ленинградской железной дороги, Идрица — Полоцк — в составе Западной железной дороги. Таким образом, Идрица является междудорожной стыковой станцией.
На советских картах 1941 и 1943 годов станция Идрица показана на 184 километре дороги Псков — Полоцк и на 588 километре от Москвы. Станция относилась к Калининской железной дороге. Это был достаточно крупный железнодорожный узел. Были железнодорожные мастерские и дистанция пути.
По состоянию на начало Великой Отечественной войны участок Великие Луки — Себеж был двухпутным, а сама станция находилась уже в черте Калининской области (ныне Тверская).

### Великая Отечественная война, подвиг Михайлова
Основная статья: Идрица
В первый же день Великой Отечественной войны в Идрице началась мобилизация. Линия фронта приближалась к посёлку быстро; уже начиная с 29 июня железнодорожная станция Идрица подвергалась интенсивным налётам немецко-фашистской авиации. Посёлок был оккупирован немецко-фашистскими войсками 15 июля 1941 года.
17 марта 1944 года в 13 часов 50 минут Евгений Михайлов со своим звеном вылетел на задание по прикрытию наземных войск. Из-за сложных метеоусловий было трудно ориентироваться и удерживать строй. После выполнения задания Михайлов со своим напарником гвардии лейтенантом В. С. Титовым направились на свой аэродром. Самолёты вышли на занятую противником железнодорожную станцию Идрица, откуда по железной дороге в условиях плохой видимости было легче выйти на аэродром.
Над станцией Михайлов и Титов неожиданно попали под сильный огонь зенитной артиллерии противника. Прямым попаданием зенитного снаряда самолёт Михайлова был серьёзно повреждён. Пилот отчётливо сознавал, что до своей территории дотянуть не удастся. Прыжок с парашютом означал неизбежный плен. Михайлов заметил в центре станции большой состав с цистернами с горючим и принял решение направить в него свой Ла-5. Взрыв самолёта уничтожил несколько эшелонов и вызвал на станции сильнейший пожар. В полку приняли последнюю радиограмму героя: «Самолёт подожжён. Горючее кончилось. До своих не дотяну. В плен не сдамся. Решил таранить и взорвать немецкий эшелон на Идрице. Боевой привет товарищам! За Родину!»
Указом Президиума Верховного Совета СССР от 26 октября 1944 года гвардии лейтенанту Е. В. Михайлову посмертно присвоено звание Героя Советского Союза. Памятник-бюст Герою Советского Союза Е. В. Михайлову установлен на привокзальной площади, носящей его имя (1955 г.; скульптор Мотовилов Г. И., архитектор Поляков Л. М.).
Железная дорога Псков — Полоцк была в войну уничтожена, не восстановлена. Калининская железная дорога была восстановлена только однопутной.

### Послевоенное время
22 августа 1944 года Указом Президиума Верховного Совета СССР была образована Великолукская область, в состав которой вошли Идрица и Идрицкий район. Указом Президиума Верховного Совета РСФСР от 2 октября 1957 года эта область была упразднена, а Идрица и Идрицкий район отошли к Псковской области.
Идрицкая дистанция в конце 50-х годов была объединена с Новосокольнической.
В 1961 году Калининская железная дорога была расформирована. Станция Идрица была передана в управление Октябрьской железной дороге.
На станции в послевоенное время и до современного состояния останавливались поезда в основном сообщением Рига — Россия (во времена СССР — и в другие ССР).
Согласно указателю железнодорожных пассажирских сообщений (МПС, — 1986 год), остановки по станции Идрица осуществляли следующие поезда:
| № поезда | Пункт отправления | Пункт назначения | Прибытие | Стоянка (мин) | Отправление | Остановки (по станциям) |
| -------- | ----------------- | ---------------- | -------- | ------------- | ----------- | --- |
| 186      | Рига              | Москва           | 3:56     | 4             | 4:00        | до ст. Волоколамск везде, кроме: Гущино, Воробецкая, далее без остановок |
| 393      | Москва            | Рига             | 6:12     | 4             | 6:16        | до ст. Крустпилс везде, далее Плявиняс, Айзкраукле, Огре |
| 185      | Москва            | Рига             | 13:58    | 6             | 14:04       | до ст. Юмправа везде, кроме: ст. Алотене, далее Огре |
| 394      | Рига              | Москва           | 16:16    | 2             | 16:18       | до ст. Волоколамск везде, кроме: Гущино, Воробецкая, Сердце, Русаново, Барсово, Улин, Замошье, Подсосенка, Паникля, Ильмановка, Махерово, Лошаки, Муравьёво, Бартенево, Погорелое Городище, далее без остановок |

В это же время без остановок по станции проходили следующие поезда: № 1/2 «Латвия», № 3/4 «Юрмала» и скорый № 31/32 с аналогичным сообщением: Москва — Рига — Москва.

## Современное состояние
В связи с распадом Советского Союза и стабильного ухудшения политических и экономических отношений с Латвийской Республикой по участку Новосокольники — Посинь пассажирское и грузовое движение по станции значительно сократилось.
По состоянию на июнь 2008 года движение было таковым:
| Номер поезда | Станция отправления | Станция назначения | Прибытие | Стоянка | Отправление | Вид движения                                  |
| ------------ | ------------------- | ------------------ | -------- | ------- | ----------- | --------------------------------------------- |
| 6506         | Себеж               | Великие Луки       | 4:57     | 2       | 4:59        | пригородный поезд                             |
| 6501         | Великие Луки        | Себеж              | 11:39    | 6       | 11:45       | пригородный поезд                             |
| б/н          | Москва              | Себеж              | 11:39    | 6       | 11:45       | беспересадочный вагон в составе поезда № 6501 |
| б/н          | Санкт-Петербург     | Себеж              | 11:39    | 6       | 11:45       | беспересадочный вагон в составе поезда № 6501 |
| 6502         | Себеж               | Великие Луки       | 16:05    | 6       | 16:11       | пригородный поезд                             |
| б/н          | Себеж               | Москва             | 16:05    | 6       | 16:11       | беспересадочный вагон в составе поезда № 6502 |
| б/н          | Себеж               | Санкт-Петербург    | 16:05    | 6       | 16:11       | беспересадочный вагон в составе поезда № 6502 |
| 6505         | Великие Луки        | Себеж              | 20:38    | 2       | 20:40       | пригородный поезд                             |

С 2015 года была отменена последняя останавливающаяся пара пригородных поездов № 6505/6506 Великие Луки — Себеж.
По состоянию на февраль 2018 года на станции останавливался только один пассажирский поезд, сообщением Москва — Рига (с вагонами беспересадочного сообщения Санкт-Петербург — Рига). С 16 марта 2020 года в связи с распространением коронавирусной инфекции движение единственного поезда было прекращено по инициативе латвийской стороны, так как поезд № 1/2 «Latvijas Ekspresis» принадлежал частному латвийскому перевозчику.
| Номер поезда | Станция отправления | Станция назначения | Прибытие | Стоянка | Отправление | Остановки                                                            |
| ------------ | ------------------- | ------------------ | -------- | ------- | ----------- | -------------------------------------------------------------------- |
| 2            | Рига                | Москва             | 0:26     | 2       | 0:28        | Пустошка, Новосокольники, Великие Луки, Ржев-Балтийский, Волоколамск |
| 1            | Москва              | Рига               | 2:52     | 2       | 2:54        | Себеж, Зилупе, Резекне-2, Крустпилс                                  |

Таким образом, пассажирское железнодорожное сообщение по станции Идрица по состоянию на октябрь 2020 года полностью отсутствует.
На станции 6 путей, 5 из них приёмоотправочных — 1, 2А и 2Б (по своей сути единый боковой путь, разделённый маршрутным светофором), 4 и 6; 4В — не приёмоотправочный, а также 1 тупик (№ 8 — не используется в виду закрытого подъездного пути, на схеме ниже не указан). Перегоны к соседним станциям Нащёкино (в сторону Москвы) и Заваруйка (в сторону Риги) оборудованы полуавтоматической блокировкой СЦБ. Станция находится на обслуживании ПЧ-45 (Новосокольническая) и ШЧ-23 (Великолукская) структурных подразделений Октябрьской железной дороги. Движение грузовых поездов в основном осуществляется по маршрутам Россия — Вентспилс (реже Рига). Электрификация по станции отсутствует. Билетные кассы также отсутствуют.
Станция оборудована двумя низкими платформами (одна боковая (путь 2А), одна островная (путь 2Б)), по сути представляющими собой единую, разделённую путевым развитием станции. К востоку от станции расположен железнодорожный мост над рекой Идрица, к западу — заброшенный закрытый подъездной путь, представляющий собой бывший съезд на Псков. Сохранилась также примыкающая к этому съезду насыпь, позволявшая без «режущих» маршрутов уехать с «полоцкой» стороны сразу на Псков. Мост над основными путями (на Ригу) не сохранился. Путь на Полоцк впоследствии стал современной Льнозаводской улицей посёлка.
- Схематический план станции

Вокзал станции является одним из первых ТПУ в Псковской области, выполняя роль железнодорожного и автовокзала (согласно вывеске на здании вокзала — «автопавильон»). В самом здании расположена автобусная касса, с обратной стороны вокзала (со стороны Привокзальной площади) присутствует платформа для посадки-высадки пассажиров. Основным перевозчиком является ГППО «Псковпассажиравтотранс».
| Номер | Пункт отправления | Пункт назначения |
| ----- | ----------------- | ---------------- |
| 529   | Псков             | Себеж            |
| 808   | Великие Луки      | Себеж            |
| 906   | Санкт-Петербург   | Себеж            |

| Номер | Пункт отправления | Пункт назначения                       |
| ----- | ----------------- | -------------------------------------- |
| 109   | Идрица            | Чайки (часть рейсов до Александрово)   |
| 112   | Идрица            | Родионово                              |
| 113   | Идрица            | Лопатово (часть рейсов до дер. Сутоки) |
| 117   | Идрица            | Шевино                                 |
| 476   | Идрица            | Глухарево                              |
| 487   | Идрица            | Себеж                                  |

Несмотря на километраж от Рижского вокзала города Москвы и расположение посёлка возле автомагистрали М9 «Балтия», в настоящее время, железнодорожное сообщение с Москвой отсутствует, а автобусное — 3 раза в неделю (по состоянию на апрель 2021 года).
По данным Яндекс. Расписаний, на июнь 2024 года три раза в неделю курсирует пригородный поезд Себеж — Великие Луки — Себеж с остановками на станции.

## Галерея
- Перегон Идрица — Заваруйка, вид в сторону Риги, 2017 г.
- Закрытый подъездной путь, бывший съезд на Псков, 2017 г.
- Входная группа стрелок, вид в сторону Москвы, 2017 г.
- Железнодорожный мост над рекой Идрица, 2017 г., перегон Идрица — Нащёкино